# 黑河道
黑河道，中华民国初期设置的道。
1912年置黑河道，治今黑龙江省黑河市爱辉区。属黑龙江省。1914年由原黑河道的瑷珲县、呼玛县两县、漠河设治局及前興東道的萝北县设置。1916年由萝北县析置乌云设治局。1917年4月由萝北县绥东城县佐改置绥东设治局。1917年5月漠河设治局升县。1927年由萝北县析置佛山设治局。辖境约当今黑龙江省小兴安岭、梧桐河以东，松花江北岸及伊勒呼里山以北大兴安岭地区。1929年初废。